# Сіліч Сергій Олександрович
Сергій Олександрович Сіліч (нар. 4 лютого 1952) — український астроном, лауреат премії НАНУ ім. М. П. Барабашова (1998).

## Біографія
Народився 4 лютого 1952 в Дніпропетровську (тепер місто Дніпро). 1969 року закінчив середню школу із золотою медаллю і поступив в Дніпропетровський металургійний інститут тепер Національна металургійна академія України). 1970 року був переведений на другий курс фізичного факультету Дніпропетровського державного університету (тепер Дніпровський національний університет імені Олеся Гончара). 1974 року закінчив університет з відзнакою.
У 1974—1977 роках працював інженером-математиком у Головному інформаційно-обчислювальному центрі Міністерства чорної металургії УРСР в Дніпропетровську. У 1977—1980 роках навчався в аспірантурі Дніпропетровського державного університету.
З 1980 року працював у Головній астрономічній обсерваторії АН УРСР (тепер ГАО НАНУ). 1981 року захистив у ГАО кандидатську дисертацію «Дослідження великомасштабних газодинамічних процесів у галактиках з активними ядрами», а 1997 року — докторську дисертацію «Галактичні оболонки. Чисельне моделювання методом тонкого шару».
У листопаді 2006 року звільнився з ГАО. Після цього працював в Національному інституті астрофізики, оптики та електроніки в Мексиці.

## Наукові результати
Сергій Сіліч і Петро Фомін спільно запронували теорію кільцевих структур для розподілу яскравих молодих зір класу ОВ та йонізованого водню в дискових галактиках. Вони показали, що такі структури пов'язані з хвилями зореутворення, створеними сильними ударними хвилями, які виникають через рекурентну вибухову активність галактичних ядер.

## Відзнаки
- Премія НАН України імені М. П. Барабашова за цикл робіт «Розробка методів багатовимірної газодінаміки та їх застосування до актуальних проблем сучасної астрофізики» (1998)[1]